# Mellansmörblommor
Mellansmörblommor (Ranunculus fallax) är ett samlingsnamn för en grupp av småarter som är "morfologiskt intermediära mellan majsmörblommor och lundsmörblommor, men som inte nödvändigtvis är besläktade med varandra." Såväl majsmörblommor och lundsmörblommor är småartsrika, och det är inte möjligt att dra någon skarp gräns mellan dessa och mellansmörblommorna.

## Utseende
Mellansmörblommorna är medelstora, kala örter. De är spädare än lundsmörblommorna men kraftigare än flertalet av majsmörblommorna. De har några få långskaftade rosettblad som är 5–10 centimeter breda, njurlika till formen och rundade. Vid de övre förgreningarna sitter kransar av lansettlika blad. De gula blommorna är 1,5–2,5 centimeter breda. Kronbladet är ofta dåligt utvecklade.

## Växtplats
Blommorna föredrar halvskuggiga och tämligen fuktiga platser, till exempel i lövskog med ek och hassel. De trivs också i lövrika beteshagar, i strandlundar, dungar samt i å- och bäckraviner. Varje enskild art har oftast en mycket lokal utbredning.

## Hotas av respektive gynnas av
Mellansmörblommorna hotas av igenväxning. Men om landskapet hålls öppet genom bete eller slåtter gynnas de.